# 间海参科
间海参科（学名：Mesothuriidae）为海参目的一个科。

## 下级分类
本科包括以下属：
- 间海参属 Mesothuria Ludwig, 1894
- Zygothuria R.Perrier, 1898